# Jorge Ernesto Araya
Jorge Ernesto Araya Echesortu (5 de febrero de 1948,  23 de julio de 1975, Provincia de Santa Fe) abogado militante de Montoneros, secuestrado y asesinado por la Triple A.

## Breve reseña
Estudió Derecho en la Universidad Católica de Santa Fe donde fue el creador del Movimiento Social Cristiano de Estudios y Acción Política (MOSIC) vinculado a los Sacerdotes para el Tercer Mundo. Junto a otros tres compañeros –dos mujeres, un hombre-  constituyó una Unidad Básica de Combate, en Rosario siendo fundador de la organización Montoneros en la zona. Se destacaba por ser muy buen cantor. Era hermano de Carlos María Araya, casado con Catalina Fleming, también de Montoneros.

## Secuestro y asesinato
Fue secuestrado en su domicilio junto a su esposa, el 18 de julio de 1975. Según datos de la autopsia, su muerte ocurrió dos días después de su secuestro. El 21 de julio fue hallado el cuerpo de su esposa en aguas del río Carcarañá, en cercanías de la localidad de Casilda. El 23 de julio, prácticamente en el mismo lugar, fue hallado el cuerpo de Jorge Ernesto, que había permanecido sumergido. Presentaba 40 impactos de bala de grueso calibre.

## Adriana Susana Estévez
Adriana Susana Estévez "La Negra" (26 de agosto de 1948, Carcarañá, provincia de Santa Fe,  21 de julio de 1975, Rosario). Era la más chica de tres hermanas. Al momento de su hallazgo, su cuerpo presentaba 7 impactos de bala de grueso calibre.